# Sanna Irshad Mattoo
Sanna Irshad Mattoo (Ganderbal, 1993) è una fotoreporter indiana.
Dopo aver studiato fotografia all'Università centrale del Kashmir ha iniziato a lavorare per varie agenzia di stampa.
Per Al Jazeera ha realizzato un servizio sulle restrizioni imposte ai giornalisti dopo l'abolizione nel 2019 dell'articolo 370 che garantiva un certo grado di autonomia al Kashmir. Nel 2022 per l'agenzia Reuters ha documentato gli impatti sulla società indiana della pandemia di COVID-19. Quest'ultimo lavoro le è valso, in condivisione con altri tre colleghi, il Premio Pulitzer per il miglior servizio fotografico di quello stesso anno.
Il 19 ottobre 2022 le autorità indiane le hanno impedito di recarsi negli Stati Uniti a ritirare il premio, pur lasciando partire i suoi colleghi, senza fornire spiegazioni al riguardo.